# Fjädermaskar
Fjädermaskar (Pterobranchia) är en klass av ryggradslösa djur. Fjädermaskar ingår i fylumet svalgsträngsdjur och riket djur. I klassen Pterobranchia finns 25 arter.

## Egenskaper
Djuren lever ofta i rörlika kolonier på stenar, döda koraller m. m. De blir högst några få millimeter långa och har två eller flera tentakelbärande utskott. De fossila graptoliterna anses av vissa forskare höra hit.
Kladogram enligt Catalogue of Life och Dyntaxa:
| Fjädermaskar | \| \| Atubaridae \| \| \| \| \| \| Cephalodiscidae \| \| \| \| \| \| Rhabdopleuridae \| \| \| \| |
|              | \| \| Atubaridae \| \| \| \| \| \| Cephalodiscidae \| \| \| \| \| \| Rhabdopleuridae \| \| \| \| |
|              | ollonmaskar                                                                                      |
|              |                                                                                                  |
|              | Atubaridae                                                                                       |
|              |                                                                                                  |
|              | Cephalodiscidae                                                                                  |
|              |                                                                                                  |
|              | Rhabdopleuridae                                                                                  |
|              |                                                                                                  |

|  | Atubaridae      |
|  |                 |
|  | Cephalodiscidae |
|  |                 |
|  | Rhabdopleuridae |
|  |                 |